# Andrew Mead (Komponist)
Andrew Washburn Mead ist ein US-amerikanischer Komponist, Musikwissenschaftler und -pädagoge.
Mead studierte an der Yale University und der Princeton University und unterrichtete dreißig Jahre Musiktheorie an der School of Music, Theatre & Dance der University of Michigan, wo er von 1995 bis 2004 das Department für Musiktheorie leitete, und ist Professor für Musiktheorie an der Jacobs School of Music der Indiana University. Bei der Princeton University Press erschien sein Buch An Introduction to the Music of Milton Babbitt, und er war Mitherausgeber der im gleichen Verlag erschienen Collected Essays of Milton Babbitt. Außerdem veröffentlichte er Artikel u. a. über Babbitt, Elliott Carter, Arnold Schoenberg und Anton Webern, über die Theorie der Zwölftonmusik und über Rhythmik in der Musik in Fachzeitschriften wie Music Theory Spectrum, Perspectives of New Music, The Journal of Music Theory und Theory and Practice. Die Society of Music Theory zeichnete ihn mit dem Young Scholar Publications Award aus.
Als Komponist wurde Mead durch ein Goddard-Lieberson-Stipendium der American Academy of Arts and Letters gefördert. Sein kompositorisches Werk umfasst u. a. ein Concerto für Altsaxophon und elf Musiker, ein Trio für Violine, Horn und Klavier, Variation-Fantasy (ein Auftragswerk für den Gitarristen Todd Seelye), Scena für Solo-Oboe (aufgenommen von Harry Sargous), Saxophonquartette für die Gruppe PRISM und das Larry Teal Saxophone Quartet, Stücke für die Saxophonisten Timothy McAllister und Brian Sacawa, einen für Jennifer Goltz komponierten Liedzyklus und Brave New Works nach Texten von Amy Clampitt.